# Estoló

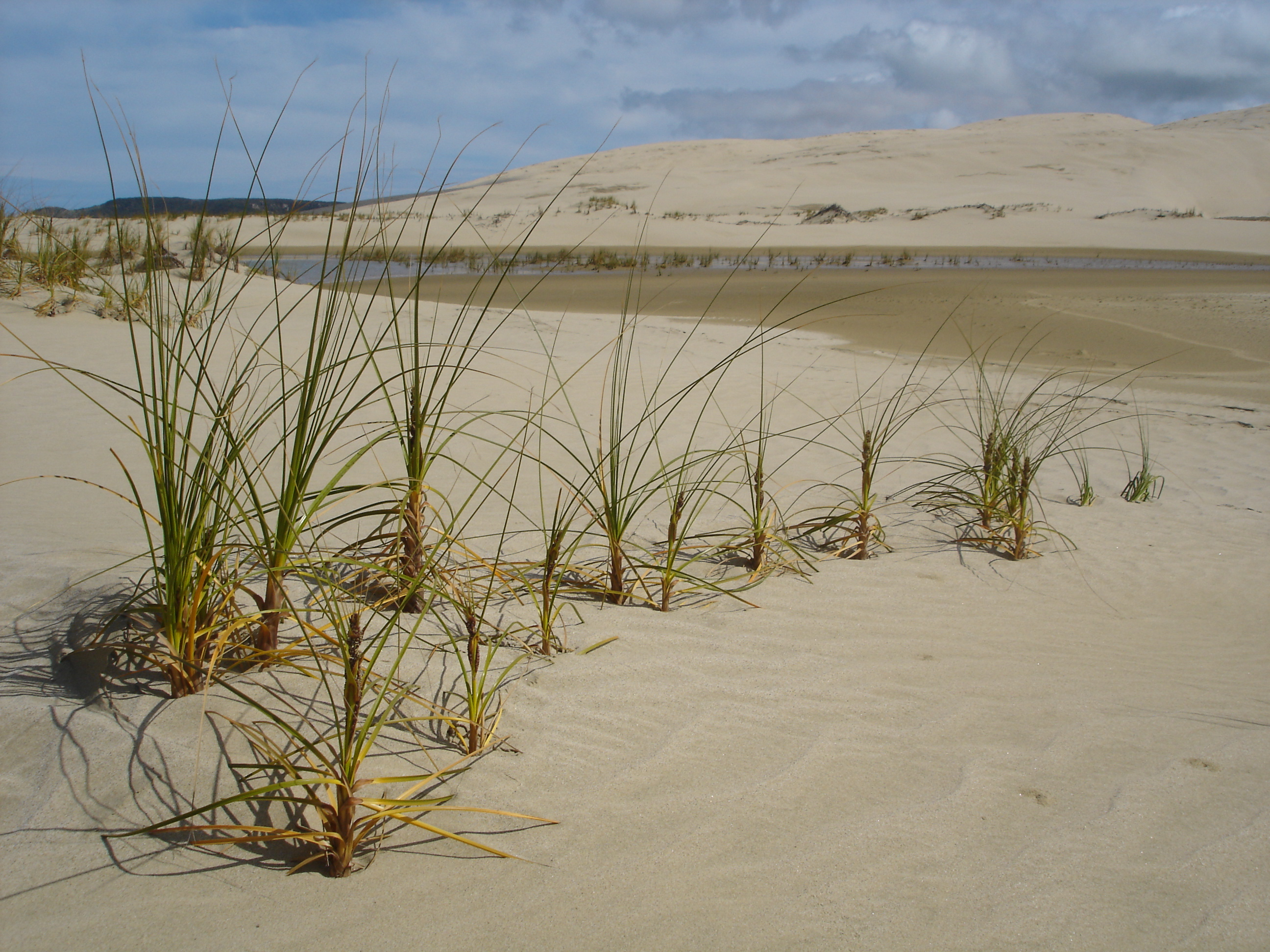
Ficinia spiralis estenent-se per la sorra per mitjà d'estolons

En biologia, un estoló, (del llatí stolō "branca"), és una connexió horitzontal entre organismes. Pot formar part de l'organisme o del seu esquelet. Generalment, en els animals els estolons formen part de l'exoesquelet.

## Plantes

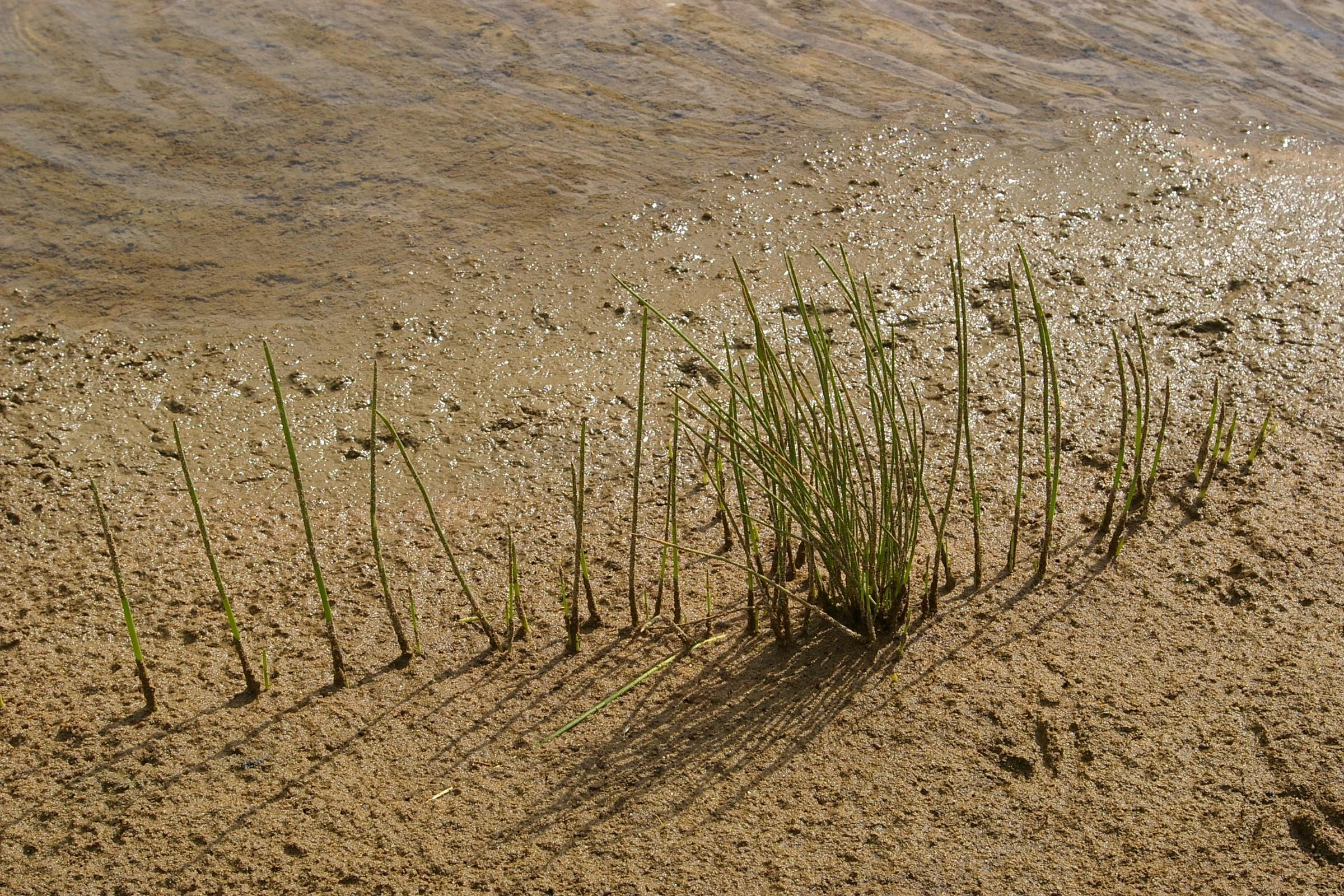
Desenvolupament dels estolons dEleocharis palustris

En botànica i biologia, és una tija aèria disposada horizontalment sorgida de la base d'una planta i que creix per sobre de la superfície del sòl o just a sota del sòl formant arrels adventícies als nodes, i noves plantes dels brots. Els rizomes, en canvi, són tiges de tipus arrel que poden créixer horitzontalment a la superfície del sòl o en altres orientacions subterrànies. Per tant, no totes les tiges horitzontals són anomenades estolons. Les plantes amb estolons s'anomenen estoloniferes.
Un estoló és una estratègia de propagació i complex d'individus formats per una planta mare. Tots els clons produïts a partir d'estolons formen un únic individu genètic, un ramell.

### Morfologia

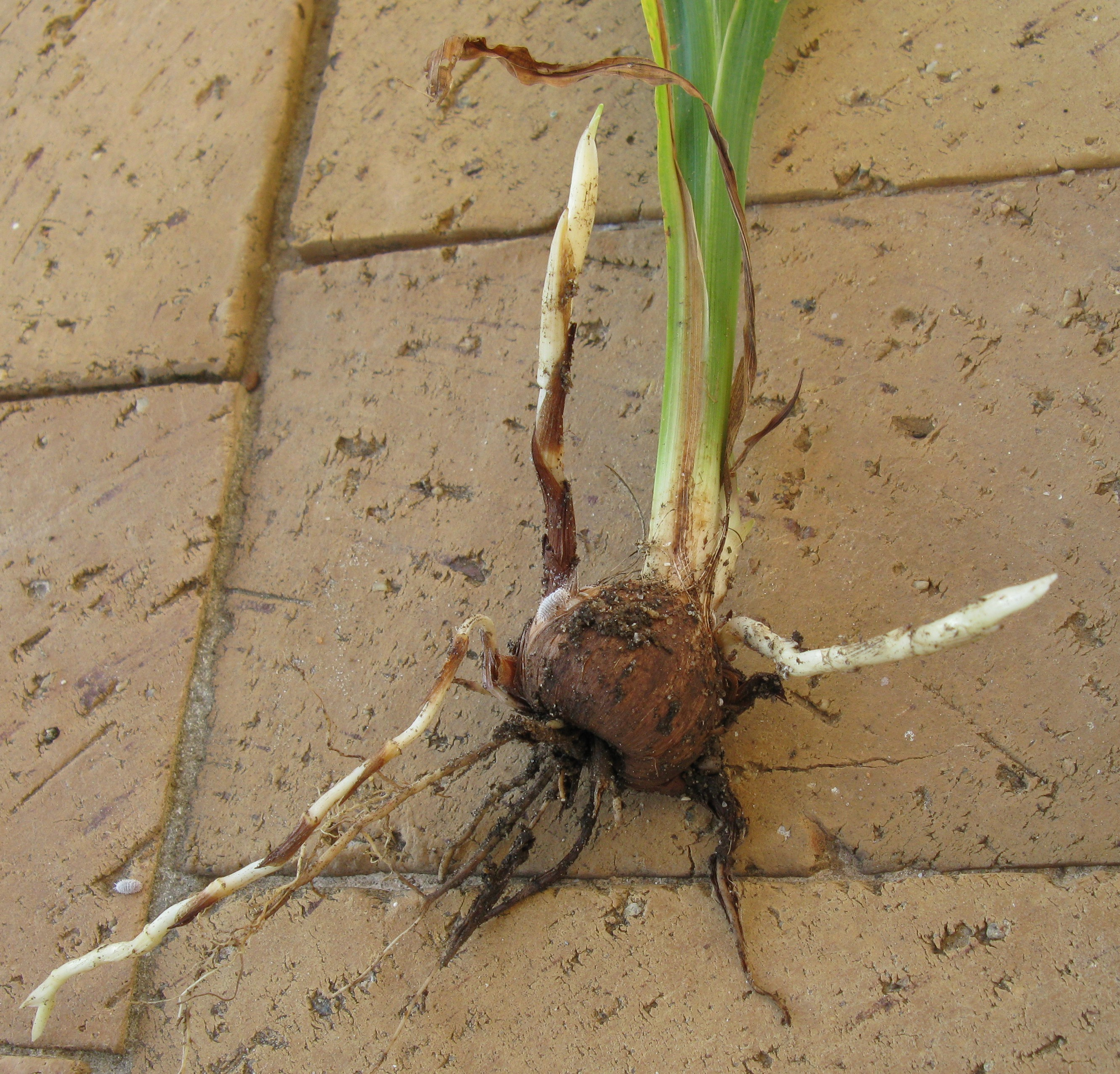
Els estolons del corm d'una espècie de Crocosmia són tiges que van sorgeixen de brots axil·lars del bulb.

Els estolons tenir tiges llargues o curtes. Les fulles al llarg del estoló solen ser molt petites, però uns pocs casos, com Stachys sylvatica, són de mida normal.
Els estolons sorgeixen des de la base de la planta. En maduixes la base està per sobre de la superfície del sòl. En moltes espècies de plantes amb rizomes, els estolons romanen subterranis i formen brots que surten a la superfície en els extrems o des dels nodes. Els nodes dels estolons produeixen arrels, sovint al voltant del node, i les hormones produïdes per les arrels, fan que l'estoló iniciï brots amb fulles normals. Normalment, després de la formació de la nova planta, l'estoló mor en un any o dos, mentre que els rizomes persisteixen normalment durant molts anys o durant la vida de la planta, i afegint cada any una major extensió als extrems amb un creixement actiu. El creixement horitzontal dels estolons resulta de la interacció de diferents hormones produïdes en el punt de creixement i de les hormones de la planta principal. Alguns estudis que mostren que el creixement de l'estoló i el rizoma es veuen afectats per la quantitat de llum ombrívola que rep la planta amb un major creixement i ramificació en plantes exposades una barreja d'ombra i llum solar, mentre que les plantes que durant tot el dia reben llum solar o es troben sempre a l'ombra produeixen menys estolons.
Hi ha diverses plantes que tenen rizomes a nivell del sòl o sobre la seva superfície, entre les que es troben espècies del gènere Iris i moltes espècies d'orquídia.
| « | Original: T. Holm (1929) restricted the term rhizome to a horizontal, usually subterranean, stem that produces roots from its lower surface and green leaves from its apex, developed directly from the plumule of the embryo. He recognized stolons as axillary, subterranean branches that do not bear green leaves but only membranaceous, scale-like ones. Traduccio: T. Holm (1929) va restringir el terme rizoma a una tija horitzontal, generalment subterrània, que produeix arrels de la seva superfície inferior i fulles verdes del seu àpex, desenvolupades directament a partir de la plúmula de l'embrió. Reconeixia els estolons com branques axil·lars i subterrànies que no tenien fulles verdes, sinó fulles membranoses i en forma d'escata. | » |

### Plantes amb estolons

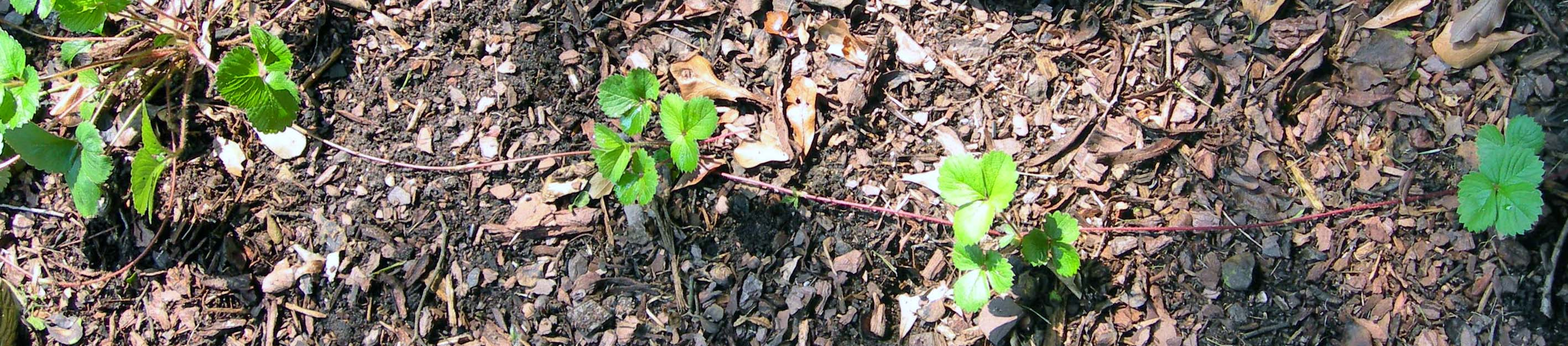
Estolons de maduixa híbrida (Comarum palustre × Fragaria × ananassa)

En algunes espècie Cyperus els estolons finalitzen amb el creixement de tubercles, que són estolons inflats que formen noves plantes.
Algunes espècies de plantes també poden generar arrels adventícies, encara que no es consideren estoloniferes. Exemples de plantes que s'estenen per estolons inclouen algunes espècies dels gènere Argentina, Cynodon, Fragaria i Pilosella
Altres plantes amb estolons per sota de la superfície del sòl inclouen moltes herbes, i espècies dels gèneres Ajuga, Mentha i Stachys.
El muguet té rizomes dels que creixen tiges de tipus estoló anomenats rizomes estolonifers o leptomorfs. Hi ha diverses plantes que tenen rizomes estolonifers, com les espècies del gènere Aster. Aquests rizomes són llargs i prims, amb llargs estolons i un creixement indeterminat amb capolls laterals al node, que en general romanen inactius.
En les patates, els estolons comencen a créixer dins dels 10 dies posteriors a les plantes que surten per damunt del sòl, i normalment els tubercles comencen a formar-se al final dels estolons. Els tubercles són estolons modificats que contenen reserves alimentàries, amb uns brots que es desenvolupen en tiges. Com que no és un rizoma no genera arrels, però el nou creixement de la tija que creix cap a la superfície produeix arrels.
Les espècies d'Hydrilla utilitza estolons que produeixen tubercles per estendre's i per sobreviure durant els períodes secs en hàbitats aquàtics. Les espècies d'Erythronium tenen estolons blancs que es formen a partir del bulb, com és el cas d'Erythronium propullans. La majoria s'estenen horitzontalment, ja sigui sota terra o al llarg de la superfície sota un llit de fulles. Generalment, les plantes amb flor no produeixen estolons.
Convolvulus arvensis és una espècie de llavor agrícola que s'estén per mitjà d'estolons subterranis i produeix rizomes.
En estudis sobre espècies d'herbes, s'han trobat diferències morfològiques entre plantes que produeixen estolons o rizomes i plantes que produeixen ambos. Els estolons tenen tiges més llargues i funcionen com a mitjans de recerca de llum i s'utilitzen per a la propagació de la planta, mentre que els rizomes s'utilitzen com a òrgans d'emmagatzematge de carbohidrats i pel manteniment del teixit per mantenir viva la planta mare d'un any al següent.
La reproducció vegetativa espontània mitjançant els estolons fa que les plantes sovint es comportin com invasores, ja que és molt més ràpida que mitjançant llavors.

## Animals

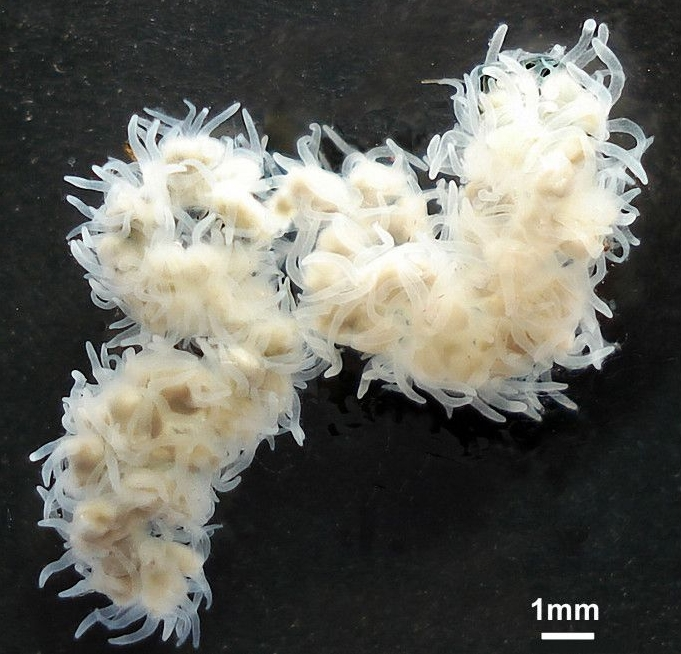
El cnidari Polypodium hydriforme es desenvolupa com un d'estoló d'estructures individuals interconnectades.

Algunes briozous formen colònies d'individus connectats per estolons. Alguns cnidaris colonials es desenvolupen com estolons amb estructures interconnectades que posteriorment se separen. Determinats poliquets dels gènere Myrianida formen estolons al final del cos principals, els quals contenen òvuls o esperma.

## Micologia
En micologia, un estoló es defineix com una hifa ocasionalment septada, que uneix els esporangiòfors. També poden aparèixer a l'estoló estructures semblants a les arrels anomenades rizoides, que ancoren les hifes al substrat. Els estolons es troben comunament a la floridura del pa, podent-se veure com s'expandeix horitzontalment a través de la molla. Determinades floridures són comestibles, com les dels formatges blau.

## Paleontologia
La reproducció basada en estolons es creu que era utilitzada pels rangeomorfs del Ediacarià.